# Nowa Hanza
Nowa Hanza – związek miast partnerskich Europy Północnej założony w 1980 w holenderskim Zwolle. Celem tego związku jest rozwój turystyki i handlu w miastach członkowskich. Nowa Hanza przejęła tradycje średniowiecznej Hanzy.

## Ustrój i cele
Nowa Hanza organizuje coroczne zjazdy w jednym z miast – członków (Dni Hanzy).
Najważniejszym organem Związku jest Zjazd Miast Hanzeatyckich, w którym biorą udział delegaci z każdego miasta członkowskiego. Delegaci mają prawo m.in. do przeprowadzania zmian w statucie, wykluczania i przyjmowania członków oraz wybierania Prezydium. W skład Prezydium Związku wchodzą: prezydent (jest nim zawsze nadburmistrz Lubeki) oraz 4 członków z przynajmniej 3 państw. Innym organem Związku jest Komisja Hanzy. W jej skład wchodzą przedstawiciele 5 miast niemieckich oraz po 1 reprezentancie z każdego państwa członkowskiego (obecnie miasta polskie reprezentuje Słupsk). Wszystkie władze Nowej Hanzy wybierane są na trzyletnią kadencję.

## Miasta nowej Hanzy
| - Brugia - Połock - Witebsk - Narwa - Parnawa - Tallinn - Tartu - Viljandi - Turku - Ulvila - La Rochelle - Bolsward - Deventer - Doesburg - Elburg - Groningen - Harderwijk - Hasselt - Hattem - Kampen - Maasbommel - Oldenzaal - Ommen - Roermond - Stavoren - Tiel - Venlo - Zutphen - Zwolle | - Stykkishólmur - Hafnarfjörður - Kowno - Kieś - Koknese - Kuldyga - Limbaži - Ryga - Straupe - Valmiera - Windawa - Ahlen - Alfeld - Anklam - Attendorn - Bad Iburg - Balve - Beckum - Bockenem - Brakel - Brandenburg an der Havel - Breckerfeld - Brunszwik - Brema - Brilon - Buxtehude - Demmin - Dorsten - Dortmund - Drolshagen - Duderstadt | Niemcy c.d. - Duisburg - Einbeck - Emmerich am Rhein - Frankfurt nad Odrą - Fürstenau - Gardelegen - Getynga - Goslar - Greifswald - Gronau (Leine) - Halle (Saale) - Haltern am See - Hamburg - Hameln - Hamm - Haselünne - Hattingen - Havelberg - Helmstedt - Herford - Hildesheim - Höxter - Kalkar - Kamen - Kilonia - Korbach - Kyritz - Lemgo - Lippstadt - Lubeka - Lüneburg - Lünen - Magdeburg | Niemcy c.d. - Marienmünster - Marsberg - Medebach - Melle - Meppen - Merseburg - Minden - Mühlhausen/Thüringen - Münster - Naumburg (Saale) - Neuenrade - Neuss - Nieheim - Osnabrück - Osterburg - Osterode am Harz - Paderborn - Perleberg - Pritzwalk - Quakenbrück - Quedlinburg - Rheda-Wiedenbrück - Rheine - Rostock - Rüthen - Salzwedel - Schwerte - Seehausen (Altmark) - Soest - Solingen - Stade - Stendal - Stralsund | Niemcy c.d. - Sundern (Sauerland) - Tangermünde - Telgte - Uelzen - Unna - Uslar - Vreden - Warburg - Warendorf - Werben (Elbe) - Werl - Werne - Wesel - Wipperfürth - Wismar - Bergen - Białogard - Braniewo - Chełmno - Darłowo - Elbląg - Frombork - Gdańsk - Goleniów - Kołobrzeg - Koszalin - Kraków - Kwidzyn | Polska c.d. - Lębork - Olsztyn - Sławno - Słubice - Słupsk - Stargard - Strzelce Opolskie - Szczecin - Toruń - Wrocław - Biełoziersk - Iwangorod - Królewiec - Kingisiepp - Nowogród Wielki - Porchow - Psków - Smoleńsk - Tichwin - Torżok - Tot′ma - Twer - Wielki Ustiug - Wołogda - Kalmar - Nyköping - Skanör med Falsterbo - Visby - Aberdeen - Boston - Edynburg - Ipswich - King’s Lynn - Kingston upon Hull |